# Angélique (Basralocus)

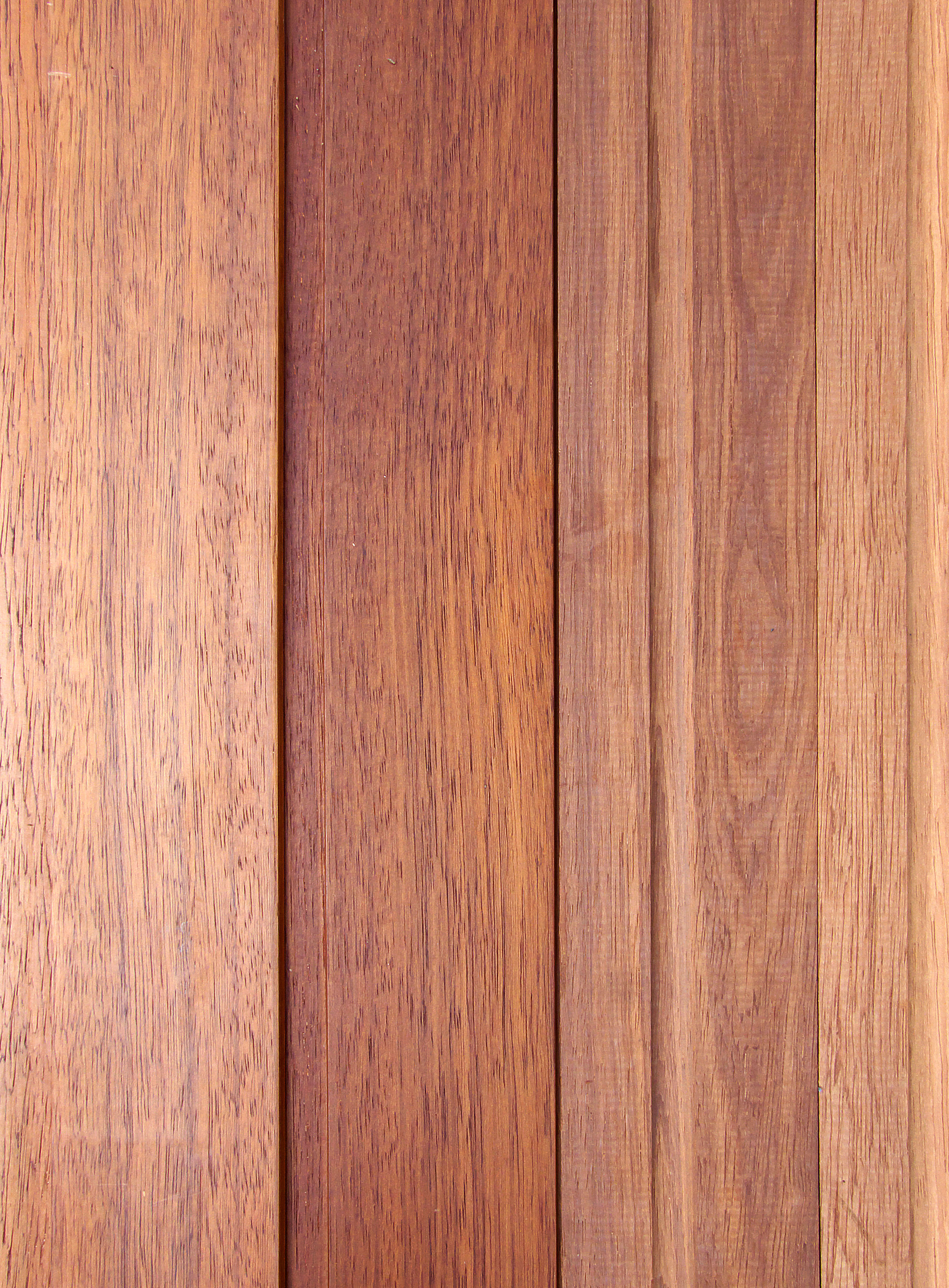
Basralocusbretter

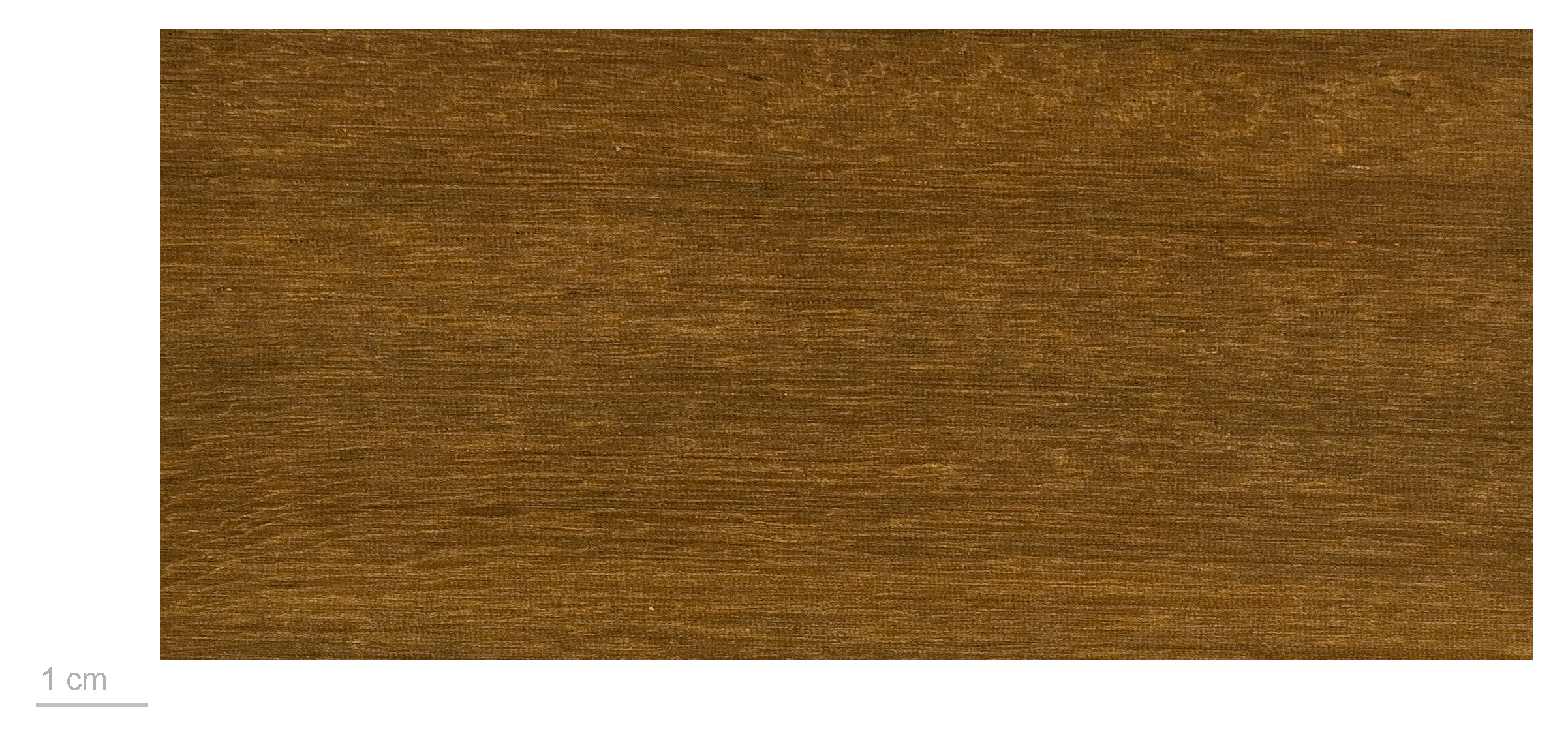
Dicorynia guianensis

Angélique, auch Basralocus genannt, ist ein in Guyana, Suriname und Französisch-Guayana wachsendes Hartholz der Baumart Dicorynia guianensis aus der Familie der Leguminosen, Unterfamilie Caesalpinioideae. Es darf nach DIN 1052 als Bauholz für tragende Konstruktionen verwendet werden. Beispielsweise wurden die Rammpfähle der 1991 eröffneten Spreebrücke Werder und der 1992 eröffneten Spreebrücke Briescht aus Angélique gefertigt.
Man unterscheidet rotes und graues Angélique mit denselben Eigenschaften sowie weißes Angélique-Holz, das reichlich Stärke enthält und in dieser Hinsicht die mit Splintholz verbundenen Eigenschaften besitzt.
Fälschlich wird auch Dicorynia paraensis als Quelle des Holzes genannt, diese Art wird aber nur selten zur Holzgewinnung genutzt.